# ADC Cirrus
Gli ADC Cirrus e Cirrus-Hermes sono motori aeronautici a 4 cilindri in linea raffreddati ad aria sviluppati nel Regno Unito negli anni venti. Citato anche come Blackburn Cirrus, ma la designazione si applica solamente alla nuova gamma di modelli Cirrus prodotti dopo il 1934 dalla Blackburn, come ad esempio il Blackburn Cirrus Major, risulta ancora come dotazione in numerosi velivoli d'epoca che grazie alla sua longevità riesce a conservarli in condizioni di volo.

## Storia del progetto

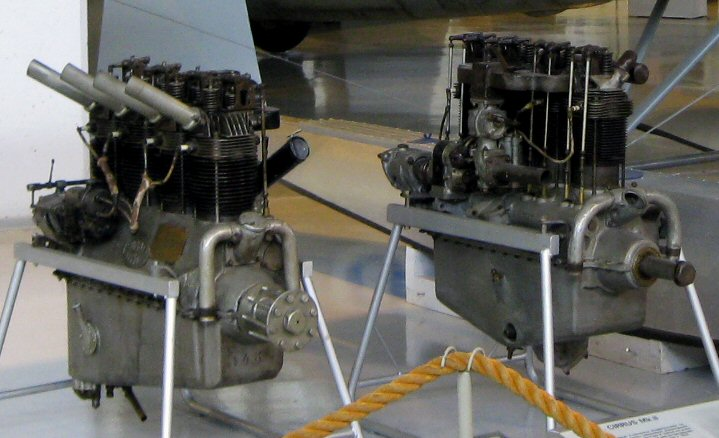
Le differenze tra un Cirrus Hermes I (a sinistra) ed un Cirrus III (a destra).

I motori ADC Cirrus vennero originariamente costruiti dalla ADC Aircraft fino alla fondazione della Cirrus Aero Engines Limited avvenuta nel 1927. L'azienda cambiò ragione sociale in Cirrus-Hermes nel 1931, quando venne acquistata dalla Cirrus-Hermes Engineering Company, per divenire, nel 1934, la Cirrus Engine Section della Blackburn & General Aircraft Limited, gestita come una divisione separata fino alla fine della produzione continuata fin dopo al termine della Seconda guerra mondiale.
Il primo motore sviluppato della serie fu il Cirrus I, in grado di erogare una potenza pari a 90 hp (67 kW) raggiungendo il traguardo delle 50 h di funzionamento nel 1925. Il Cirrus I fu il primo motore in linea raffreddato ad aria, un progetto dovuto a Frank Halford che si rivelò un successo commerciale ed estremamente diffuso come equipaggiamento di aerei leggeri.
L'impostazione del motore, un'architettura basata sul riutilizzo di una singola bancata di un motore V8, in questo caso l'ADC Airdisco, venne velocemente copiata da diverse altre aziende di produzione di motori aeronautici. Le successive versioni, indicate come Cirrus II e Cirrus III, si differenziavano da quella originale per un leggero aumento di cilindrata e potenza erogata (Cirrus II - 85 hp, Cirrus III - 90 hp).
La successiva linea di produzione, i Cirrus-Hermes I, II e IV, si differenziava per la gamma di potenza espressa, da 105 hp a 140 hp a seconda del modello. L'ultima evoluzione nel progetto dei motori Cirrus prevedeva la rotazione di 180° dei modelli precedenti, soluzione tecnica che avrebbe permesso di liberare il campo visivo davanti al pilota del velivolo sul quale erano installati.

## Varianti
Cirrus I
(1925)
Cirrus II
(1926)
Cirrus III
(1929)
Cirrus IIIA
(1933)
Cirrus-Hermes I
(1929)
Cirrus-Hermes II
(1930)
Cirrus-Hermes IIB
(1931) variante rovesciata del Cirrus-Hermes II
Cirrus-Hermes IV
(1930)
Cirrus-Hermes IVA
(1929) variante rovesciata del Cirrus-Hermes IV

## Applicazioni
Lista estratta da British Piston Engines and their Aircraft, che comprende anche i modelli che lo utilizzarono solamente durante test.

### Cirrus
Cirrus I
- Avro Avian
- Avro Baby
- de Havilland DH.60 Moth
- Short Mussel
- Westland Widgeon

Cirrus II
- Avro Avian
- de Havilland DH.60 Moth
- de Havilland DH.71 Tiger Moth
- Piaggio P.9
- Short Mussel
- Westland Widgeon
- Bloudek XV Lojze

Cirrus III
- Avro Avian
- Blackburn Bluebird
- Cierva C.17
- de Havilland DH.60 Moth
- de Havilland DH.71 Tiger Moth
- Dudley Watt D.W.2
- Klemm L 26
- Klemm L 27
- Short Mussel
- Simmonds Spartan
- Spartan Arrow
- Westland Wessex
- Westland Widgeon

Cirrus IIIA
- Miles M.2 Hawk

### Cirrus-Hermes
Cirrus-Hermes I
- Avro Avian
- Blackburn Bluebird
- de Havilland DH.60 Moth
- Desoutter I
- Hawker Tomtit
- Hendy 302
- Parnall Elf
- Saro Cutty Sark
- Simmonds Spartan
- Southern Martlet
- Westland Wessex
- Westland Widgeon

Cirrus-Hermes II
- Avro Avian
- Blackburn Bluebird
- Desoutter I
- Spartan Arrow
- Spartan Three-Seater
- Westland Widgeon

Cirrus-Hermes IIB
- Arrow Active
- BFW M.23
- Klemm L 27
- Koolhoven F.K.44[5]
- Koolhoven F.K.45[6]
- Spartan Three-Seater

Cirrus-Hermes IV
- Avro Cadet
- Hendy 302
- Miles M.2 Hawk
- Percival Gull
- Spartan Cruiser
- Spartan Three-Seater

Cirrus-Hermes IVA
- Avro Club Cadet
- Blackburn B-2
- Blackburn Segrave

## Esemplari in esposizione

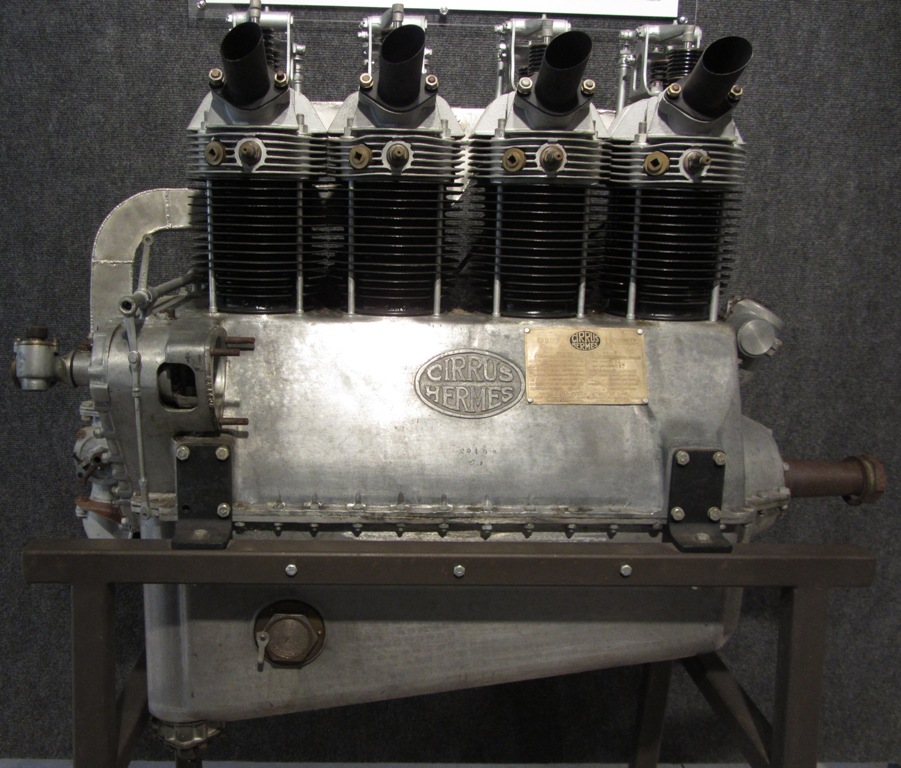
Un Cirrus Hermes.

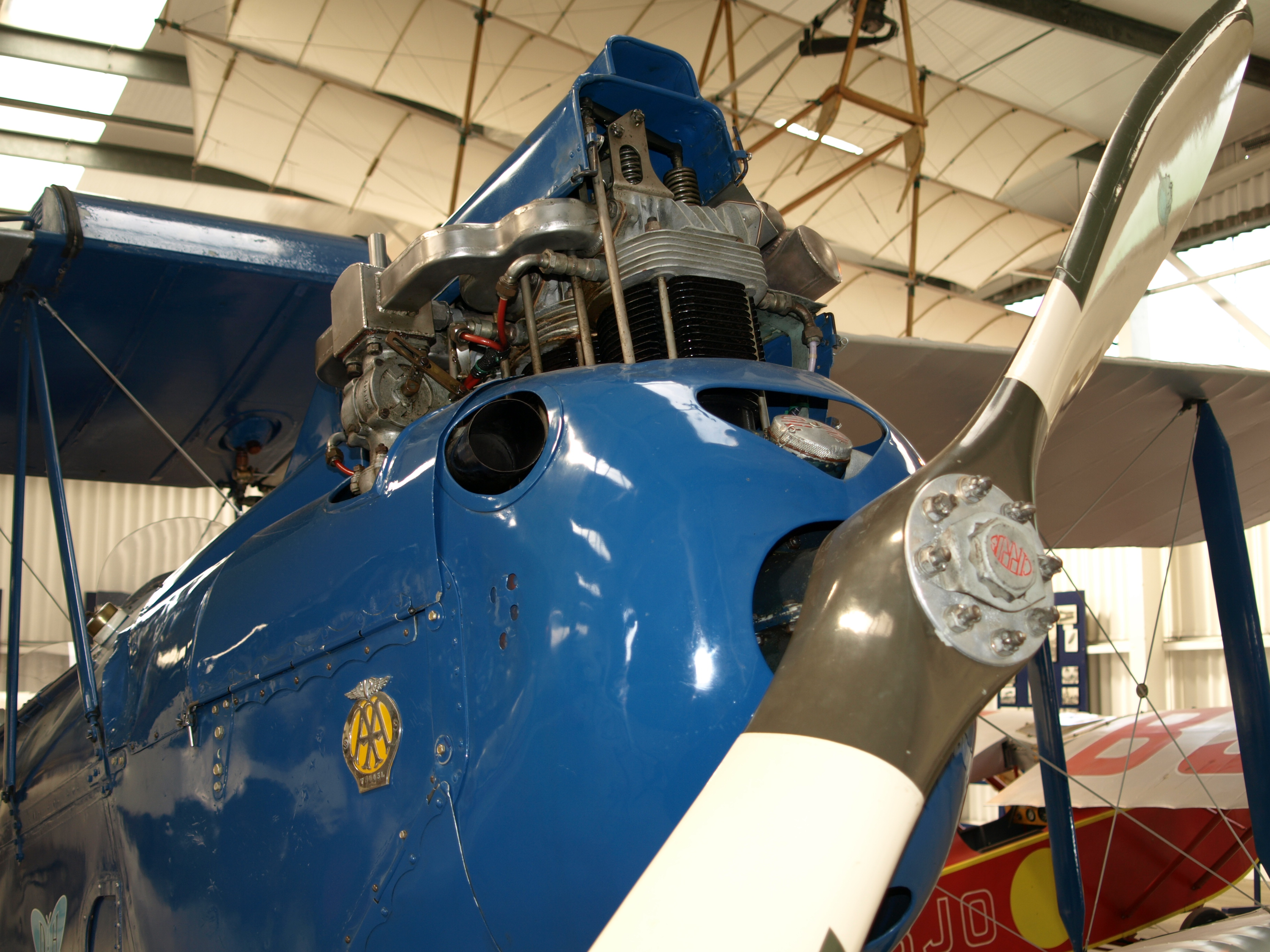
Un Cirrus III montato su un de Havilland DH.60 Moth.

- Un ADC Cirrus II è esposto allo Science Museum di Londra.
- Un Cirrus Hermes è in esposizione al EAA AirVenture Museum di Oshkosh, Wisconsin, Stati Uniti d'America.